# Widgiry
Widgiry (deutsch Wittgirren, 1938 bis 1945 Wittbach) ist ein Ort in der polnischen Woiwodschaft Ermland-Masuren und gehört zur Landgemeinde Banie Mazurskie (Benkheim) im Powiat Gołdapski (Kreis Goldap).

## Geographische Lage
Widgiry liegt im Nordosten der Woiwodschaft Ermland-Masuren, 13 Kilometer westlich der Kreisstadt Gołdap (Goldap). Widgiry liegt unweit der Grenze zur Oblast Kaliningrad, die zur russischen Föderation gehört und 13 Kilometer von der früheren Kreisstadt Darkehmen (1938 bis 1945 Angerapp, russisch Osjorsk).

## Geschichte
Das um 1556 Wittiger, um 1565 Wittger und dann bis 1938 Wittgirren genannte kleine Dorf bestand vor 1945 aus einem Gut mit verstreut liegenden Höfen. Im Jahre 1874 wurde es in den neu errichteten Amtsbezirk Ballupönen (polnisch Stare Gajdzie) eingegliedert, der zum Kreis Darkehmen (1939 bis 1945 „Landkreis Angerapp“) im Regierungsbezirk Gumbinnen der preußischen Provinz Ostpreußen gehörte. 
Am 30. September 1928 vergrößerte sich Wittgirren um den Nachbarort Radtkehmen (polnisch Radkiejmy), der eingemeindet wurde, und am 26. Februar 1935 wurde die Landgemeinde Wittgirren in den Amtsbezirk Rogahlen (polnisch Rogale) umgegliedert, der zwischen 1939 und 1945 „Amtsbezirk Gahlen (Ostpr.)“ hieß.
Im Jahre 1910 verzeichnete Wittgirren 197 Einwohner. Ihre Zahl belief sich 1925 auf 183, stieg bis 1933 auf 232 und betrug 1939 noch 201. Am 3. Juni (amtlich bestätigt am 16. Juli) 1938 änderte Wittgirren seinen Namen in „Wittbach“.
Im Jahre 1945 kam der Ort in Kriegsfolge mit dem südlichen Ostpreußen zu Polen und heißt seither „Widgiry“. Er ist heute eine Ortschaft im Verbund der Landgemeinde Banie Mazurskie im Powiat Gołdapski, vor 1998 der Woiwodschaft Suwałki, seitdem der Woiwodschaft Ermland-Masuren zugehörig.

## Kirche
Wittgirrens resp. Wittbachs evangelische Bevölkerung war vor 1945 in die Kirche Rogahlen (1938 bis 1945 Gahlen, polnisch Rogale) im Kirchenkreis Darkehmen/Angerapp in der Kirchenprovinz Ostpreußen der Kirche der Altpreußischen Union, die katholische Einwohnerschaft in die Pfarrkirche in Goldap im Dekanat Masuren II (Sitz: Johannisburg, polnisch Pisz) im Bistum Ermland eingepfarrt. 
Heute gehört Widgiry zur katholischen Pfarrei Żabin (Klein Szabienen/Schabienen, 1938 bis 1945 Kleinlautersee) im Dekanat Dekanat Gołdap im Bistum Ełk (Lyck) der Römisch-katholischen Kirche in Polen bzw. zur evangelischen Kirche in Gołdap, einer Filialkirche von Suwałki in der Diözese Masuren der Evangelisch-Augsburgischen Kirche in Polen.

## Verkehr
Widgiry liegt verkehrstechnisch ein wenig abseits an einer unbedeutenden Nebenstraße, die vom polnisch-russischen Grenzgebiet bei Jagiele (Jaggeln, 1938 bis 1945 Kleinzedmar) nach Rogale (Rogahlen, 1938 bis 1945 Gahlen) führt. In Widgiry endet eine von Żabin (Klein Szabienen/Schabienen, 1938 bis 1945 Kleinlautersee) über Radkiejmy (Radtkehmen, 1938 bis 1945 Wittrade) kommende Straße.
Eine Bahnanbindung existiert nicht.